# Repomucenus
Genre
Repomucenus est un genre de poissons d'eau de mer de la famille des Callionymidae, aussi appelés  dragonnets.

## Liste des espèces
Selon World Register of Marine Species (9 octobre 2015) :
- Repomucenus calcaratus (MacLeay, 1881)
- Repomucenus lunatus (Temminck & Schlegel, 1845)
- Repomucenus macdonaldi (Ogilby, 1911)
- Repomucenus olidus (Günther, 1873)
- Repomucenus ornatipinnis (Regan, 1905)